# Siim Kallas
Siim Kallas (Tallinn, 2 ottobre 1948) è un politico estone.
Già Primo ministro dell'Estonia, dal febbraio 2010 all'ottobre 2014 ha rivestito la carica di Commissario europeo per i Trasporti all'interno della Commissione Barroso II. È membro del Partito Riformatore Estone.

## Biografia
Laureato cum laude in economia presso l'Università di Tartu nel 1972, sul finire degli anni ottanta è stato uno dei primi economisti estoni ad introdurre il concetto di indipendenza economica.
Nominato Presidente della Banca d'Estonia nel 1991, è stato uno dei principali architetti della riforma monetaria estone che portò nel 1992 all'adozione della corona, legata al marco tedesco sui mercati valutari, come nuova divisa nazionale.
Gli interessi principali di Kallas sono la letteratura, il teatro, la musica e la storia; è un attivo ciclista e tennista.

## Carriera politica

### Ministro degli esteri (1995-1999) e delle finanze (1999-2002)
Siim Kallas, si iscrisse  al Partito Comunista nel 1972 e fece carriera nel Ministero delle Finanze. Nel 1979, a soli 31 anni, era già direttore del consiglio di amministrazione della Sberbank estone la banca statale e nella gerarchia amministrativa sovietica ciò corrispondeva alla posizione di viceministro,  associato ovviamente, a uno status sociale elevato, un’auto aziendale, una dacia, un bell’appartamento, uno stipendio ragionevole e l’accesso a beni di provenienza occidentale.
In seguito nel 1986 Siim Kallas divenne vicedirettore del giornale del partito comunista estone Rahva Hääl (“Voce del popolo”)  e nel 1989 presidente delle organizzazioni sindacali dell’Estonia sovietica.
Nel 1994 Kallas ha fondato il Partito Riformatore Estone (Eesti Reformierakond), e ne è stato eletto presidente; il partito, di ispirazione liberaldemocratica, è membro dell'Internazionale Liberale.
Nel 1995 Kallas è stato eletto al Riigikogu (il Parlamento estone) ed ha assunto la carica di ministro degli esteri, nel periodo in cui l'Estonia apriva i negoziati per l'accesso all'Unione europea. Nel 1999, rieletto membro del Parlamento, ha assunto la carica di ministro delle finanze, che avrebbe ricoperto per tre anni; anche in questo ruolo ha dato forti contributi alle negoziazioni per l'accesso dell'Estonia alla UE.

### Primo ministro (2002-2003)
Dal 2002 al 2003 Kallas è stato Primo ministro.

### Commissario europeo (dal 2004)
Nel maggio 2004, contestualmente all'ingresso dell'Estonia nell'Unione, Kallas ha ottenuto un incarico nella Commissione Prodi come commissario europeo agli affari economici e Monetari; ha condiviso l'incarico con lo spagnolo Joaquín Almunia Amann. Dal 23 novembre 2004, data d'insediamento della Commissione Barroso I, al 9 febbraio 2010 Kallas è stato commissario europeo per gli affari amministrativi, gli audit e la lotta antifrode.
Successivamente, è stato commissario europeo per i trasporti all'interno della Commissione Barroso II, dal 10 febbraio 2010 al 31 ottobre 2014. Dal 1° al 17 luglio 2014, a seguito dell'elezione al Parlamento europeo di Olli Rehn, ha rivestito ad interim anche l'incarico di commissario europeo per gli affari economici e monetari.